# Thermes d'Achille
Les thermes d'Achille étaient des thermes situés à Byzance (puis Constantinople, aujourd'hui Istanbul). Situés près du Stratégion, ils seraient les plus anciens de la ville, construits par Byzas, son légendaire fondateur .
Ils dateraient en fait de l'époque de l'empereur Hadrien. Ils ont été rénovés au Ve siècle par le préfet de la ville, Cyrus de Panopolis.